# Olszanica (rejon złoczowski)
Olszanica (ukr. Велика Вільшаниця) – wieś w obwodzie lwowskim, w rejonie złoczowskim na Ukrainie. Miejscowość liczy 873 mieszkańców.

## Historia
Pierwsza pisemna wzmianka o wsi pochodzi z końca XIV wieku. Miejsce, w którym znajdowała się wieś było bardzo podmokłe. Rosło tu wielu olch, stąd być może, pochodzi nazwa osady.
Pod koniec XIX w. folwark we wsi nosił nazwę Zamoście.
2 lipca 1941, po ataku III Rzeszy na ZSRR sowiecki snajper zabił tutaj dowódcę pułku Westland dywizji SS Wiking Standartenführera Hilmara Wäckerlego. W odwecie esesmani spalili jedną wieś, najprawdopodobniej Olszanicę, zabijając wielu jej mieszkańców. Ponadto, pomimo szybkiego ujęcia i zabicia snajpera, esesmani obarczyli Żydów winą za śmierć dowódcy i dopuścili się serii antyżydowskich pogromów i egzekucji (Słowita, Złoczów, Zborów, Jezierna, Tarnopol, Skałat, Grzymałów), w których zamordowano od 4300 do 7000 Żydów.

## Położenie
Według Słownika geograficznego Królestwa Polskiego i innych krajów słowiańskich Olszanica to wieś w powiecie złoczowskim, położona 18 km na zachód od sądu powiatowego w Złoczowie i na wschód od wsi Trędowacz. We wsi jest szkoła etatowa jednoklasowa z j. ruskim. Dawniej istniała tu fabryka cukru Ferdynanda Piotra de Hennequin et Curel. 20 km od miejscowości znajduje się stacja kolejowa Krasne.

## Ludność
Według spisu z roku 1880 w gminie było 1449 mieszkańców, 102 na obszarze dworu, między innymi 1348 osób wyznania gr.-kat., 141 rz.-kat., 62 izrael. Rzym.-kat. parafia znajdowała się w Gołogórach, gr.-kat. w miejscu.

Herb Fresnel gen. Ferdynanda de Hennequin et Curel